# Розширення назви файлу
Розширення назви файлу (англ. filename extension; також розширення імені файлу або просто розширення файлу) — послідовність символів, що додаються до назви файлу і призначені для ідентифікації типу (формату) файлу. Це один із розповсюджених способів, за допомогою яких користувач або програмне забезпечення комп'ютера може визначити тип даних, що зберігаються у файлі. Для деяких операційних систем (як-от DOS) — це обов'язкова вимога, для інших (UNIX) — необов'язкова.

## Опис
Розширення зазвичай відокремлюється від основної частини назви файлу крапкою. У ранніх операційних системах довжина розширення була обмежена трьома символами, у сучасних операційних системах це обмеження відсутнє. Іноді можуть використатися кілька розширень, що слідують одне за одним, —наприклад, «.tar.gz».
Операційна система або файловий менеджер, браузер можуть установлювати відповідності між розширеннями файлів і застосунками. Коли користувач відкриває файл із зареєстрованим розширенням, автоматично запускається відповідна цьому розширенню програма.
В операційних системах MS-DOS, Microsoft Windows та OS/2 розширення .COM та .EXE показують, що файл є виконуваним.
У деяких файлових системах (наприклад, HFS) інформація про формат файлу зберігається в самій файловій системі. Через це інформацію часом буває важко прочитати, оскільки програма може не відкривати документ, заявлений формат якого їй невідомий.